# Аманов Муктали
Муктали Аманов (7 листопада 1916, кишлак Чон-Токой Семиріченської області, тепер Таласького району Таласької області, Киргизстан — 2000, місто Бішкек, Киргизстан) — киргизький радянський діяч, 1-й секретар Джалал-Абадського обласного комітету КП(б) Киргизії, голова правління Спілки споживчих товариств Киргизької РСР. Депутат Верховної ради Киргизької РСР 2-го, 5-го, 7—10-го скликань.

## Біографія
Народився в селянській родині. З 1931 року працював в органах друку, комсомольських та радянських органах Киргизької РСР.
Член ВКП(б) з 1939 року.
До 1943 року — секретар Фрунзенського обласного комітету КП(б) Киргизії із торгівлі та громадського харчування.
На 1945—1946 роки — заступник завідувача відділу кадрів ЦК КП(б) Киргизії.
У 1946—1949 роках — 1-й секретар Джалал-Абадського обласного комітету КП(б) Киргизії.
У 1950—1957 роках — у Головному управлінні сільського і колгоспного будівництва при Раді міністрів Киргизької РСР; на шкіряному заводі № 2 Киргизької РСР.
У 1957 році працював у Раді народного господарства Киргизької РСР.
У 1957—1963 роках — 1-й секретар Таласького районного комітету КП Киргизії.
У 1963—1965 роках — секретар Киргизької республіканської ради професійних спілок.
У 1965 — лютому 1983 року — голова правління Спілки споживчих товариств Киргизької РСР.
З лютого 1983 року — персональний пенсіонер у місті Фрунзе (Бішкеку). Помер у 2000 році.

## Нагороди
- орден Вітчизняної війни І ст.
- орден Трудового Червоного Прапора
- орден Червоної Зірки
- орден «Знак Пошани»
- медалі